# Вонча
Во́нча — река в России, правый приток Илети, протекает по Моркинскому району Республики Марий Эл. Устье реки находится в 80 км от устья Илети на высоте 71 м над уровнем моря. Длина реки составляет 46 км, площадь водосборного бассейна — 285 км². В 2,1 км от устья принимает слева реку Малонмаш.
Исток реки к северу от села Большие Шали в 10 км к западу от посёлка Морки. Река течёт на юго-запад. Верхнее течение проходи по безлесой местности, долина реки здесь плотно заселена, Вонча протекает деревни Вожедур, Мизинер, Верхний Кожлаер, Вонжеполь, Кутюк-Кинер, Юрдур. После того, как река пересекает автодорогу Морки — Шелангер в 3 км к востоку от посёлка Октябрьский, она входит в ненаселённый лесной массив, по которому течёт вплоть до впадения в Илеть. Нижняя часть течения реки проходит по национальному парку Марий Чодра.

## Данные водного реестра
По данным государственного водного реестра России относится к Верхневолжскому бассейновому округу, водохозяйственный участок реки — Волга от Чебоксарского гидроузла до города Казань, без рек Свияга и Цивиль, речной подбассейн реки — Волга от впадения Оки до Куйбышевского водохранилища (без бассейна Суры). Речной бассейн реки — (Верхняя) Волга до Куйбышевского водохранилища (без бассейна Оки).
Код объекта в государственном водном реестре — 08010400712112100001753.